# Richard Ayres
Richard Ayres (Cornwall, 29 oktober 1965) is een Brits componist. Hij kreeg les van Morton Feldman en Louis Andriessen. Sinds september 1989 werkt en woont hij in Nederland.
Richard Ayres studeerde tot 1989 compositie, elektronische muziek en trombone aan de Huddersfield Polytechnic. Vervolgens studeerde hij bij Louis Andriessen en Gilius van Bergeijk aan het Koninklijk Conservatorium (Den Haag), waar hij in 1992 afstudeerde.
Richard Ayres maakte composities in opdracht van vele ensembles en orkesten, waaronder het ASKO Ensemble, het Schönberg Ensemble, het Ives Ensemble, het Nederlands Ballet Orkest, het Radio Symfonie Orkest, het City of Birmingham Symphony Orchestra en de London Sinfonietta.
In 1994 werd hem de Gaudeamusprijs voor compositie toegekend. In 1999 kreeg hij een aanbeveling aan het Unesco Rostrom of Composers en in 2003 ontving hij de prestigieuze Matthijs Vermeulenprijs. De University of Huddersfield (nieuwe naam van zijn alma mater Huddersfield Polytechnic) verleende hem in 2022 een eredoctoraat.
Na een docentschap aan het Koninklijk Conservatorium vanaf 2004 is Richard Ayres sinds 2008 docent compositie aan het Conservatorium van Amsterdam.
- Gemeinsame Normdatei: 130642142
- International Standard Name Identifier: 0000 0000 8335 0428
- Library of Congress Control Number: n94039068
- Nationale Bibliotheek van Letland: 000307148
- MusicBrainz: 4b4a9b3c-c499-4d4c-bbff-05da30316f66
- Nationale Bibliotheek van Tsjechië: xx0261704
- Nederlandse Thesaurus van Auteursnamen: 09771447X
- Virtual International Authority File: 119396477
- WorldCat: E39PBJkdfk6BG94t4VkJjcctrq